# Dendrobium cucumerinum
Dendrobium cucumerinum är en orkidéart som beskrevs av Mcleay och John Lindley. Dendrobium cucumerinum ingår i släktet Dendrobium, och familjen orkidéer. Inga underarter finns listade i Catalogue of Life.

## Bildgalleri

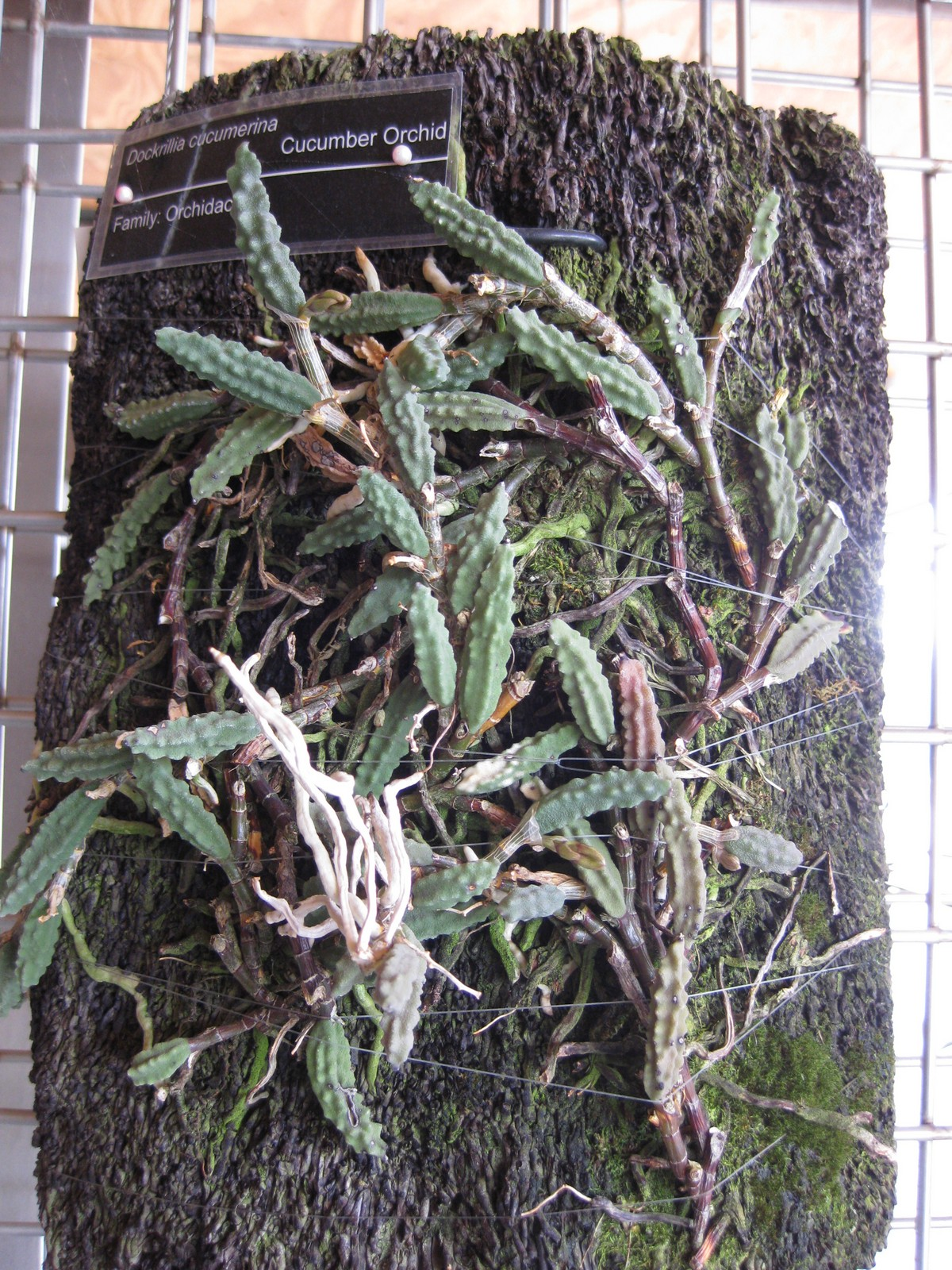
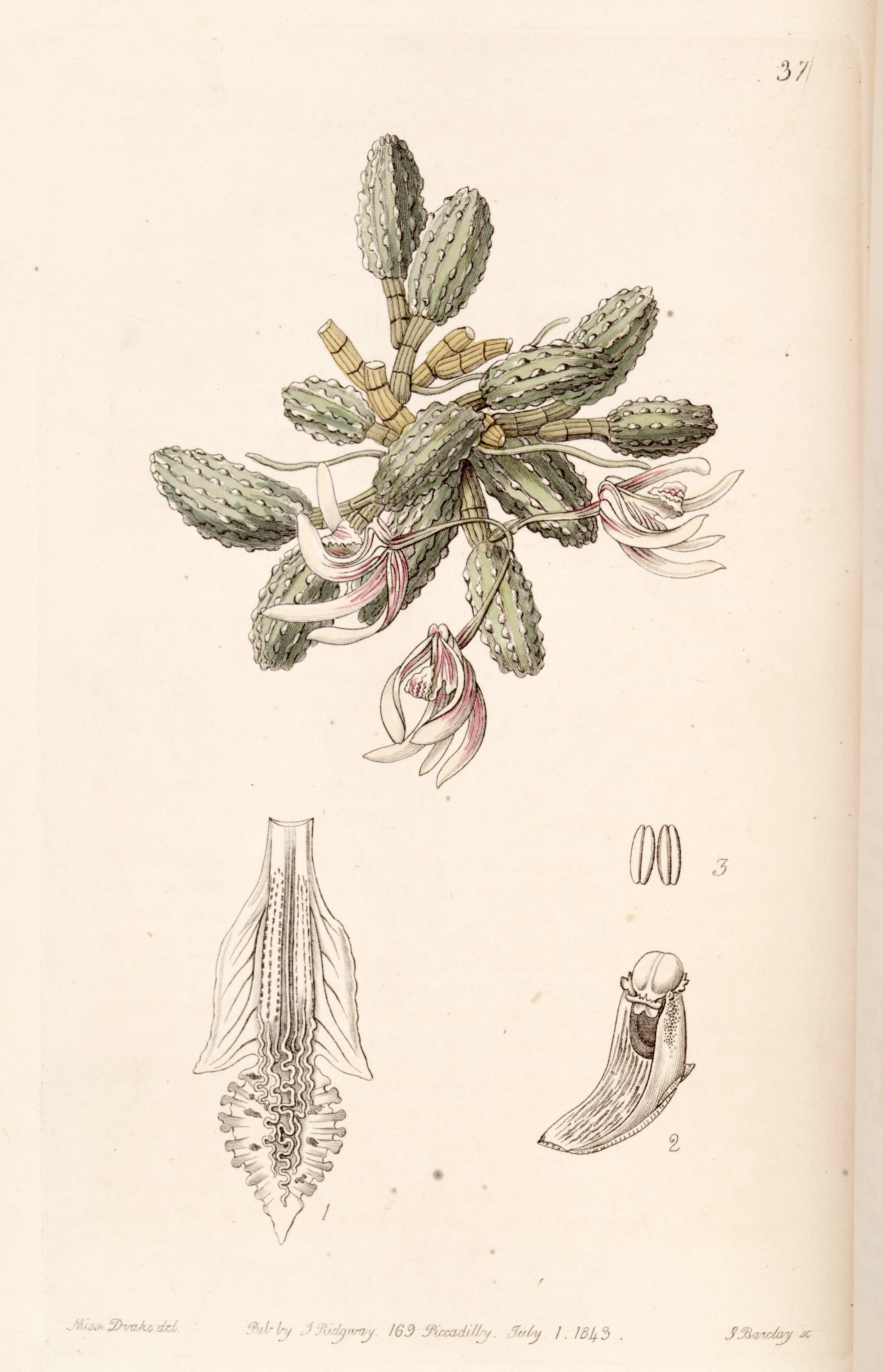
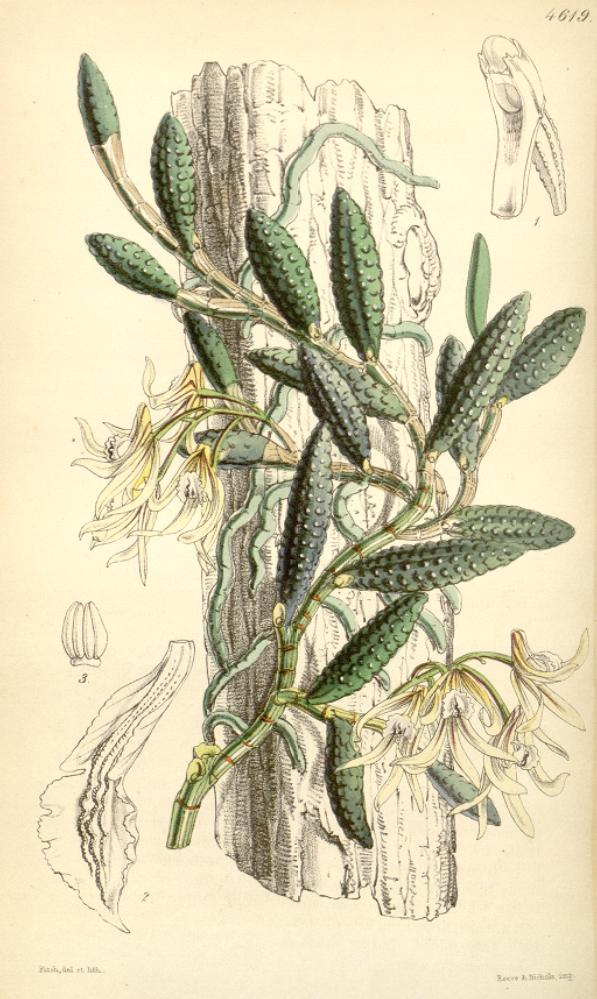